# C17H24Cl2N2O
化学式C17H24Cl2N2O（摩尔质量：343.29 g/mol）可能指：
- U-48800，CAS号：2370977-17-4
- U-51574，PubChem CID：44269303

|  | 这个同类索引页列出了具有相同分子式的化学物（即同分異構體）条目。 除非您是有意链接至本页，否则应将相应条目的内部链接指向正确的条目。 |